# جورجيو فيراري
جورجيو فيراري (بالإيطالية: Giorgio Ferrari)‏ هو ملحن إيطالي، ولد في 24 ديسمبر 1925 في جنوة في إيطاليا، وتوفي في 13 يناير 2010 في تورينو في إيطاليا.